# Больё-Бурго, Жонатан
Жоната́н Больё-Бурго́ (фр. Jonathan Beaulieu-Bourgault; 27 сентября 1988, Монреаль, Канада) — канадский футболист, полузащитник.

## Клубная карьера
Жонатан начал свою карьеру в Канаде, однако в 17 лет переехал в Европу, где присоединился к немецкому клубу «Санкт-Паули».
Большую часть первого сезона в Германии полузащитник провёл во второй команде «пиратов», выступавшей в Оберлиге «Север», за которую дебютировал 13 августа 2006 года в игре со второй командой брауншвейгского «Айнтрахта». За основную команду провёл первый матч 19 августа 2006 года, выйдя на замену во встрече со второй командой бременского «Вердера». В сезоне 2006/07 Больё-Бурголь сыграл 4 матча за основной и 9 матчей за резервный состав.
14 сентября 2007 года дебютировал во Второй Бундеслиге. Летом 2008 года Жонатан был отдан на год в аренду в клуб Региональной лиги «Север» «Вильгельмсхафен». Первый матч за который он провёл 15 августа 2008 года против «Хольштайна Киль». 29 октября Больё-Бурго отметился забитым голом в ворота второй команды «Ганзы».
Сыграв за «Вильгельмсхафен» 23 матча, Жонатан возвратился в «Санкт-Паули», в котором провёл ещё 1 год, в основном выступая за резервную команду.
21 июня 2010 года подписал годичный контракт с «Пройссен Мюнстер». За свой новый клуб канадец дебютировал 6 августа 2010 года. За сезон 2010/11 Жонатан провёл 25 матчей, а его клуб, заняв первое место в Региональной лиге «Запад», получил право выступать в Третьей лиге.
После ещё одного года в Мюнстере канадец покинул клуб, став свободным агентом.

## Карьера в сборной
Бурго выступал за молодёжную сборную Канады, в составе которой дебютировал в серии товарищеских матчей с бразильцами. канадцы выиграли первый матч со счётом 2:1. Жонатан сыграл ключевую роль в построениях защитной линии своей команды в этом матче. До этого, в 2005 году полузащитник был включён в состав молодёжной сборной на Чемпионат мира в Нидерландах, однако на турнире Бурго не провёл ни одного матча.
В 2007 году принял участие в молодёжном чемпионате мира, проходившем в Канаде. В матче 3 тура турнира против сборной Конго на 73 минуте игры был удалён голкипер канадцев, Асмир Бегович. К этому времени все замены были уже сделаны, и в ворота встал Жонатан. До конца матча Больё-Бурго сумел сделать несколько впечатляющих «сэйвов» и не пропустил ни одного мяча.
11 ноября 2009 года получил первый вызов в главную сборную страны. 14 ноября дебютировал в ней, выйдя в стартовом составе в товарищеской встрече с Македонией.
В 2011 году был включён в заявку сборной для участия в Золотом кубке КОНКАКАФ. На турнире сыграл только в одном матче, выйдя на замену в игре первого тура против сборной США.

## Личная жизнь
Жонатан — франкоканадец, свободно может разговаривать на французском, английском и немецком языках.